# Toyomichi Kurita
Toyomichi Kurita (1950) è un direttore della fotografia giapponese, attivo sia in Giappone che negli Stati Uniti.
Ha vinto l'Independent Spirit Award per la miglior fotografia nel 1986 per Stati di alterazione progressiva (Trouble in Mind) ed è stato candidato nel 1989 per Moderns (The Moderns) e nel 1990 per Oltre la riserva (Powwow Highway).
È collaboratore abituale di Tyler Perry.

## Filmografia
- Stati di alterazione progressiva (Trouble in Mind), regia di Alan Rudolph (1985)
- Moderns (The Moderns), regia di Alan Rudolph (1988)
- Oltre la riserva (Powwow Highway), regia di Jonathan Wacks (1989)
- Legami di sangue (Blood Red), regia di Peter Masterson (1989)
- Shadow of China, regia di Mitsuo Yanagimachi (1990)
- Rabbia ad Harlem (A Rage in Harlem), regia di Bill Duke (1991)
- L'isola dell'amore (Grand Isle), regia di Mary Lambert (1991)
- Convicts, regia di Peter Masterson (1991)
- Ohikkoshi, regia di Shinji Somai (1993)
- Lakota Woman: Siege at Wounded Knee, regia di Frank Pierson (1994) (TV)
- Donne - Waiting to Exhale (Waiting to Exhale), regia di Forest Whitaker (1995)
- Senza scelta (Woman Undone), regia di Evelyn Purcell (1996) (TV)
- Finalmente a casa (Homecoming), regia di Mark Jean (1996) (TV)
- Infinity, regia di Matthew Broderick (1996)
- Crime of the Century, regia di Mark Rydell (1996) (TV)
- Afterglow, regia di Alan Rudolph (1997)
- La fortuna di Cookie (Cookie's Fortune), regia di Robert Altman (1999)
- Tabù - Gohatto (Gohatto), regia di Nagisa Ōshima (1999)
- Una teenager alla Casa Bianca (First Daughter), regia di Forest Whitaker (2004)
- Riunione di famiglia con pallottole (Madea's Family Reunion), regia di Tyler Perry (2006)
- Daddy's Little Girls, regia di Tyler Perry (2007)
- Sukiyaki Western Django, regia di Takashi Miike (2007)
- Why Did I Get Married?, regia di Tyler Perry (2007)
- The Family That Preys, regia di Tyler Perry (2008)
- Gama no abura, regia di Kōji Yakusho (2009)
- Why Did I Get Married Too?, regia di Tyler Perry (2010)